# Garda Síochána
Garda Síochána (z irl. „straż pokoju”, potocznie Gardaí) – policja w Irlandii, powołana w lutym 1922 roku przez Rząd Tymczasowy Republiki Irlandzkiej. Podlega powołanemu przez premiera prezydentowi policji. Komenda Główna Garda znajduje się w Phoenix Park w Dublinie.

## Uzbrojenie

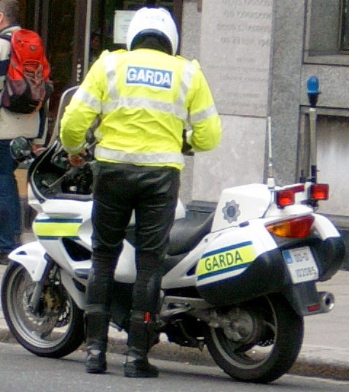
Garda (policjant) z oddziału motocyklowego

Umundurowani policjanci Garda Síochána (nazywani garda, l.mn. gardaí) nie są tradycyjnie uzbrojeni w broń palną, do ich wyposażenia należy jedynie drewniana pałka. Od 2007 roku drewniane pałki są stopniowo zastępowane przez „pałki teleskopowe” z tworzywa sztucznego. Mają być również wyposażeni w gaz pieprzowy. Od 2006 roku działania Garda Síochána wspiera ochotnicza rezerwa, powołana w celu lepszego zakorzenienia działań Garda w środowiskach lokalnych.

## Udział w misjach pokojowych
Od 1989 roku Garda uczestniczy w misjach pokojowych ONZ w różnych częściach świata (m.in. w Namibii, Angoli, Kambodży, na Cyprze i w byłej Jugosławii).